# Kazimierz Szumski
Kazimierz Szumski herbu Jastrzębiec – sędzia ziemski wileński w latach 1728–1733, pisarz grodzki wileński w latach 1723–1727, podstoli wileński w latach 1717–1728, horodniczy wileński w latach 1703–1713, surogator grodzki wileński w 1730 roku, dyrektor wileńskiego sejmiku gromnicznego i sejmiku gospodarczego w 1725 roku.
Był posłem województwa wileńskiego na sejm 1720 roku.